# Ngòi Phát
Ngòi Phát là phụ lưu cấp 1 của sông Hồng chảy ở huyện Bát Xát tỉnh Lào Cai, Việt Nam .
Ngòi Phát hiện có các tên gọi khác nhau. Trong văn liệu về thủy điện được viết là sông Ngòi Phát. Theo Bản đồ tỷ lệ 1:50.000 của Cục Đo đạc và Bản đồ (2004) thì ngòi Phát có tên tại đoạn ở xã Mường Hum là sông Mường Hum, đoạn ở xã Bản Vược là sông Sinh Quyền . Tuy nhiên tên sông Sinh Quyền không thấy hiện trong các văn liệu trên mạng.
Bản "Danh mục địa danh... tỉnh Lào Cai" gọi tất cả các đoạn trên là suối .

## Dòng chảy
Ngòi Phát khởi nguồn từ hợp lưu các suối Pờ Hồ, ngòi Tà Lơi, Nậm Pung và nậm Ho ở thung lũng xã Mường Hum. Trong số các suối đó thì dòng dài nhất là suối Pờ Hồ bắt nguồn từ dãy núi cao 22°24′35″B 103°36′50″Đ / 22,40972°B 103,61389°Đ là ranh giới tỉnh Lào Cai và Lai Châu, chảy hướng bắc-đông bắc.
Từ thung lũng xã Mường Hum 22°31′35″B 103°41′56″Đ / 22,52639°B 103,69889°Đ sông có tên là sông Mường Hum, chảy hướng đông bắc.
Sông chảy qua các xã Bản Xèo, Dền Thàng, rồi là ranh giới hai xã Bản Vược và Cốc Mỳ, và đổ vào sông Hồng bên bờ phải 22°37′14″B 103°49′11″Đ / 22,62056°B 103,81972°Đ.
Cách cửa sông 2 km là mỏ đồng Sin Quyền nằm hai bên sông, là mỏ đồng lớn nhất Việt Nam.

## Các thủy điện
Thủy điện Ngòi Phát công suất 72 MW với 3 tổ máy, xây dựng trên dòng chính ngòi Phát tại vùng đất các xã Bản Vược, Cốc Mỳ và Bản Xèo huyện Bát Xát, khởi công năm 2004, tái khởi động tháng 6/2013, khánh thành tháng 11/2014 .
Thủy điện Mường Hum công suất 32 MW xây dựng trên sông Mường Hum (ngòi Phát) tại xã Bản Xèo và Dền Thàng, khởi công tháng 5/2008 hoàn thành tháng 3/2011 .
Thủy điện Nậm Pung công suất lắp máy 9,3 MW với 3 tổ máy, xây dựng trên phụ lưu là Nậm Pung tại xã Nậm Pung và xã Mường Hum, huyện Bát Xát, khởi công tháng 12/2007 và dự kiến nhà máy phát điện vào cuối năm 2009, tuy nhiên đến tháng 5/2014 mới chính thức phát điện .

## Chỉ dẫn
1. ↑  Trong tiếng Việt ngòi đồng nghĩa với sông, nên chỉ dùng ngòi Phát là đủ. Một số văn liệu viết dư là sông Ngòi Phát